# Nikita Trubetskoj (1699–1767)
Nikita Jurjevitj Trubetskoj (ryska: Никита Юрьевич Трубецкой), född 26 maj (gamla stilen: 16 maj) 1699, död 16 oktober (gamla stilen 5 maj) 1767, var en rysk furste, militär och politiker. Han var brorson till Ivan Trubetskoj.
Trubetskoj var under tsarinnan Anna generalkrigskommissarie, blev president i krigskollegium och var 20 år generalprokurator i senaten samt blev 1756 generalfältmarskalk och 1762 konferensminister. Han var en litterärt anlagd man.